# Adrianichthyinae
Schoffeltandkarpers (Adrianichthyinae) zijn een onderfamilie van straalvinnige vissen uit de orde van Geepachtigen (Beloniformes).

## Geslacht
- Adrianichthys Weber, 1913